# Ryōtarō Tanose

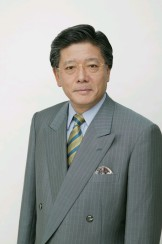
Ryōtarō Tanose

Ryōtarō Tanose (jap. 田野瀬 良太郎 Tanose Ryōtarō; * 31. Oktober 1943 in Gojō, Präfektur Nara) ist ein ehemaliger japanischer Politiker. Bis 2012 vertrat er den 4. Wahlkreis Nara für die Liberaldemokratische Partei (LDP) im Shūgiin, dem Unterhaus des nationalen Parlaments. Innerparteilich hatte er der Yamasaki-Faktion angehört.
Tanose, Absolvent der Technischen Universität Nagoya, begann seine politische Karriere im Alter von 30 Jahren, als er 1973 für die erste von zwei Amtsperioden in den Stadtrat von Gojō gewählt wurde. Danach eröffnete er die Takayoshi-Kindertagesstätte (Takayoshi hoikuen) in Gojō. Als LDP-Kandidat wurde er 1983 ins Präfekturparlament gewählt und 1987 bestätigt. 1986 begründete Tanose die Nishi-Yamato-Gakuen-Oberschule, deren Trägerstiftung heute von seinem Sohn geleitet wird.
Der Wechsel in die nationale Politik gelang Tanose im zweiten Anlauf bei der Shūgiin-Wahl 1993: Im SNTV-Fünfmandatswahlkreis Nara erhielt er als einer von zwei LDP-Kandidaten neben Ex-Justizminister Seisuke Okuno knapp den fünfthöchsten Stimmenanteil. Seit der Wahlrechtsreform von 1994 tritt er im Einzelwahlkreis Nara 4 an, den er 1996 knapp verlor (Wiederwahl über die neu eingeführte Verhältniswahl), danach ab 2000 viermal in Folge gewann.
Im Shūgiin war Tanose unter anderem Mitglied der Verkehrs- und Kultusausschüsse sowie 2001 des Sonderausschusses zur Verlegung des Parlaments. Im zweiten Kabinett Koizumi war er von 2004 bis 2005 Staatssekretär („Vizeminister“) im Finanzministerium unter Sadakazu Tanigaki.
Nach der LDP-Niederlage bei der Shūgiin-Wahl 2009 berief der neue Parteivorsitzende Sadakazu Tanigaki, dessen Wahl Tanose unterstützt hatte, ihn als Vorsitzenden des Exekutivrats (sōmukai) in der engeren Kreis der Parteiführung. 2010 wurde er durch Yuriko Koike abgelöst.
Bei der Shūgiin-Wahl 2012 kandidierte er nicht mehr, seinen Wahlkreis übernahm für die LDP sein Sohn Taidō.